# La Gonfrière
La Gonfrière é uma comuna francesa na região administrativa da Normandia, no departamento Orne. Estende-se por uma área de 12,67 km². Em 2010 a comuna tinha 295 habitantes (densidade: 23,3 hab./km²).